# Albert Roux
Albert Henri Roux (Semur-en-Brionnais, 8 ottobre 1935 – Londra, 4 gennaio 2021) è stato un cuoco e imprenditore francese.
Fratello dello chef Michel Roux, aprì insieme a lui il primo ristorante con tre stelle Michelin nel Regno Unito: i due furono immediatamente battezzati come i padrini della gastronomia moderna britannica.

## Biografia
Iniziò la sua formazione professionale in cucina già dall'età di 14 anni. Continuò il proprio apprendistato a Cliveden, poi presso l'ambasciata francese a Londra. Si arruolò poi nell'esercito in Algeria, dove cucinò nella mensa degli ufficiali. Una volta terminato il servizio militare, lavorò come sous-chef per l'ambasciata britannica a Parigi, per poi tornare nel Regno Unito, dove divenne lo chef privato del viceammiraglio Peter Cazalet per otto anni. Insieme al fratello Michel aprì il primo ristorante, Le Gavroche, a Londra, diventando il primo con tre stelle Michelin. Durante la serata di inaugurazione del ristorante, vi parteciparono anche diverse celebrità come Charlie Chaplin e Ava Gardner e diventò il ristorante preferito della regina consorte Elizabeth Bowes-Lyon.
Nel 1972 i Roux aprirono il loro secondo ristorante, The Waterside Inn, a Bray, il primo a detenere tre stelle Michelin nell'arco di 28 anni. Nel 1974 ricevettero la loro prima stella Michelin. Il ristorante Le Gavroche si trasferì poi a Mayfair nel 1982 e quattro anni dopo i due fratelli si contesero i ristoranti: Albert si prese Le Gavroche e Michel il Waterside Inn.
Nel 2002 fu insignito dell'Ordine dell'Impero Britannico.
Si spense a Londra il 4 gennaio 2021 all'età di 85 anni dopo una lunga malattia.